# Курдюмове
Курдю́мове — село в Україні, у Конотопському районі Сумської області. Населення становить 32 осіб. До 2018 орган місцевого самоврядування — Зінівська сільська рада.

## Населення

### Мова
Розподіл населення за рідною мовою за даними :
| Мова       | Кількість | Відсоток |
| ---------- | --------- | -------- |
| російська  | 31        | 96.88%   |
| українська | 1         | 3.12%    |
| Усього     | 32        | 100%     |

## Географія
Село Курдюмове знаходиться за 3 км від правого берега річки Сейм. На відстані 1 км розташовані села Нові Гончарі, Сонцеве, Білогалиця і Щекине, за 1 км — зняте 2007 року з обліку с. Понизівка. Поруч проходить автомобільна дорога Т 1908.

## Історія
12 червня 2020 року, відповідно до розпорядження Кабінету Міністрів України № 723-р «Про визначення адміністративних центрів та затвердження територій територіальних громад Сумської області», село увійшло до складу Путивльської міської громади.
19 липня 2020 року, в результаті адміністративно-територіальної реформи та ліквідації Путивльського району, увійшло до складу новоутвореного Конотопського району.